# Радехова
Радехова (словен. Radehova) — поселення в общині Ленарт, Подравський регіон‎, Словенія.